# Joey DeMaio
Pour les articles homonymes, voir Joey.
 (décembre 2022).
Joey DeMaio, né le 6 mars 1954 à Auburn (État de New York), est un musicien américain. Il est le bassiste et leader du groupe de power metal et heavy metal Manowar depuis la formation du groupe en 1980.

## Biographie
Joey DeMaio né en mars 1954 à Auburn aux États-Unis, dans l'Etat de New York. 

logo du groupe Manowar

En 1980 il fonde avec le guitariste américain Ross The Boss du groupe The Dictators, le groupe de métal américain Manowar qui sera plus tard un des groupes majeurs de la scène du Heavy metal et plus particulièrement du Power metal.

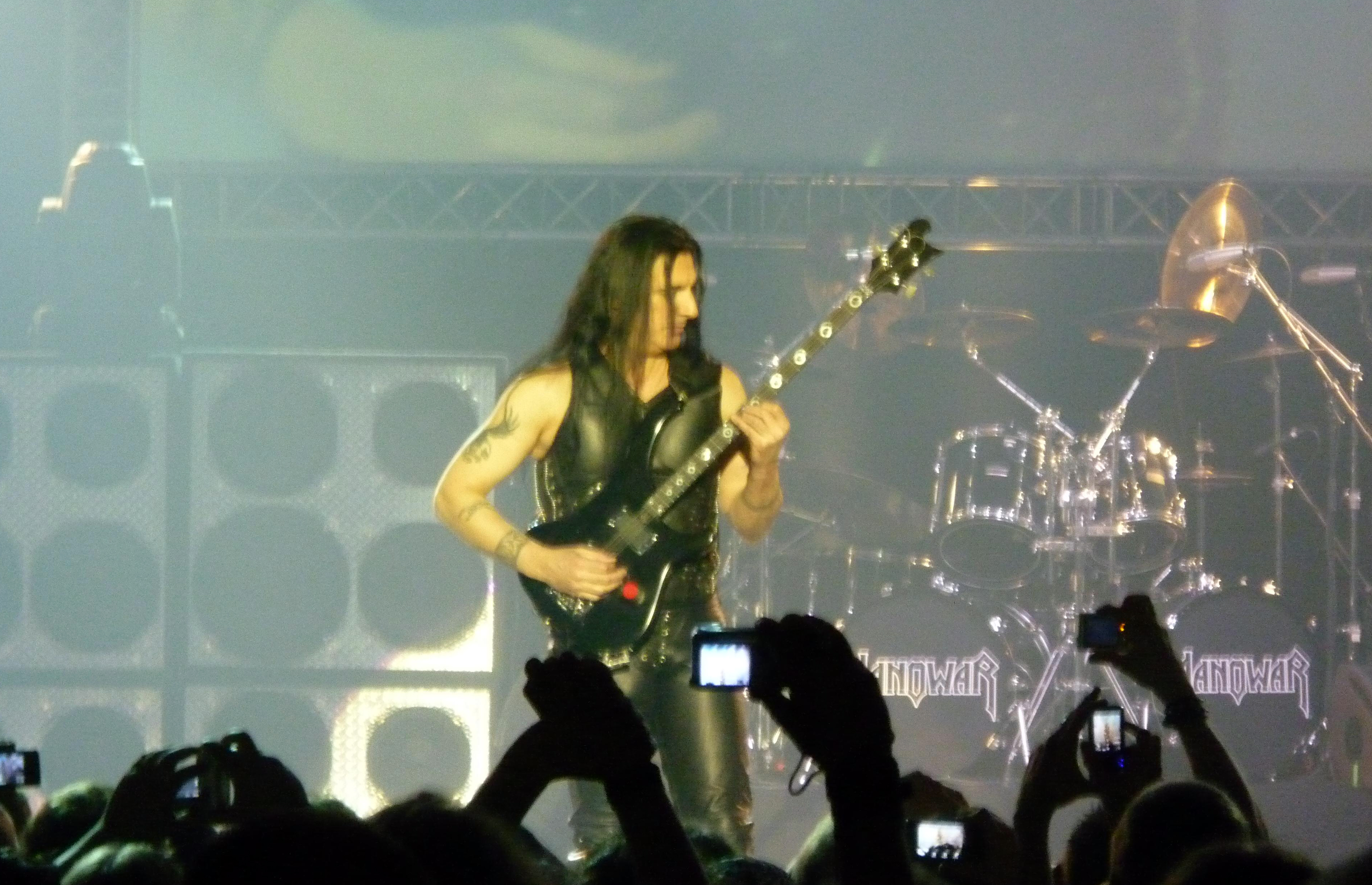
Joey DeMaio avec Manowar

Il est aussi depuis le manager du groupe de Power metal italien Rhapsody Of Fire et producteur de HolyHell à travers le label qu'il a créé en 2003 : Magic Circle Music.

## Inspiration
Il est l'auteur et le compositeur de la grande majorité des titres du groupe. Il puise son inspiration dans la mythologie nordique, qu'il retranscrit avec une iconographie et un champ lexical guerriers.
Lors du concert du 23 juillet 2005 (Earthshaker Fest, en Allemagne), il a rendu un long hommage au compositeur allemand Richard Wagner, qu'il considère comme l'inventeur du heavy metal.

## Discographie

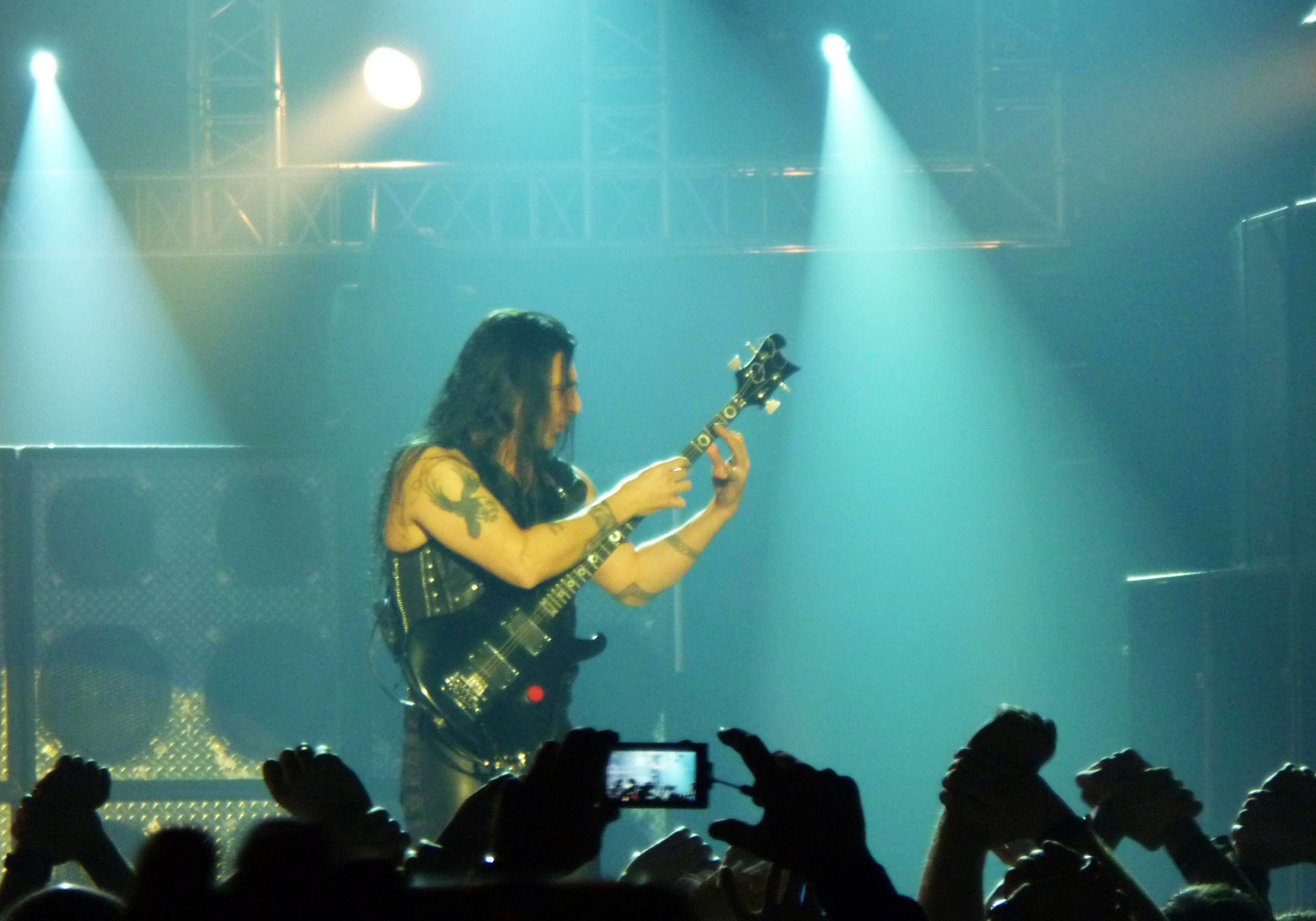
JoeyDeMaio avec Manowar

- Battle Hymns (1982)
- Into Glory Ride (1983)
- Hail To England (1984)
- Sign Of The Hammer (1984)
- Fighting The World (1987)
- Kings Of Metal (1988)
- The Triumph Of Steel (1992)
- Louder Than Hell (1996)
- Warriors Of The Worlds (2002)
- Gods Of War (2007)
- The Lord Of Steel (2012)
- The Final Battle Part.1 (2019)